# Firminus lautiusculus
Firminus lautiusculus är en skalbaggsart som beskrevs av Ludwig Wilhelm Schaufuss 1864. Firminus lautiusculus ingår i släktet Firminus och familjen Melolonthidae. Inga underarter finns listade i Catalogue of Life.